# Stenopogon elongatus
Stenopogon elongatus là một loài ruồi trong họ Asilidae. Stenopogon elongatus được Meigen miêu tả năm 1804.